# Plumeria rubra
Plumeria rubra és una espècie de planta caducifòlia pertanyent al gènere Plumeria. Originària de Mèxic, Amèrica Central, Colòmbia i Veneçuela, s'ha conreat àmpliament en climes subtropicals i tropicals de tot el món i és una planta comuna a jardins i parcs a més d'utilitzar-se en temples i cementiris. Creix fins a fer-se un arbre que assoleix els 7 o 8 m d'alt i resta enrojolat amb flors fragants de tons rosats, blancs i grocs durant l'estiu i la tardor.
Plumeria rubra va ser una de les moltes espècies descrites per primera vegada per Carl Linnaeus, i ja apareixia a l'edició de 1753 de Species Plantarum. El seu nom específic deriva del llatí ruber "vermell". Altres noms d'espècie, com ara acuminata, acutifolia i lutea no són vàlids. El seu nom comú pot ser frangipani, paucipan vermell, gessamí vermell, frangipani vermell, frangipani comú, arbre del temple o simplement plumèria.
Malgrat el seu nom comú, l'espècie no és un "autèntic gessamí" ni pertany al gènere Jasminum.

## Noms comuns
El nom comú "frangipani" prové d'una família noble italiana, un marquès del segle XVI de la qual va inventar un perfum amb olor de plumeria. El nom del gènere fa honor a Charles Plumier, que era un monjo franciscà francès i botànic.
A Mèxic el nom comú és cacaloxóchitl o cacaloxúchitl. El nom prové del nàhuatl i significa "flor del corb". P. rubra va ser declarada flor nacional de Nicaragua l'any 1971, on es coneix com a sacuanjoche. En castellà, els frangipanis també es diuen alhelí, alhelí cimarrón, i suche. El terme melia és hawaià. A les Illes Cook, es coneix com a tipani. Es cultiva àmpliament al sud i l'oest de l'Índia, on s'anomena champa o un derivat d'aquest com ara chaaphaa, champige, etc. També es coneix com a champa al Pakistan. A Cambodja rep els noms châmpéi krahâ:m (també romanitzat com krahom, que significa 'vermell'), o châmpéi slük sruëch, mentre que el terme francès per a l'espècie és frangipanier à fleurs rouges. A Sri Lanka, en singalès es coneix com araliya. És conegut amb molts noms al Brasil, inclòs jasmim-de-caiena, jasmin-do-pará, jasmin-manga i flor-de-Santo-Antônio. A Myanmar, es coneix com a mawk-sam-ka, mawk-sam-pailong i sonpabataing. A la Xina, té el nom comú ji dan hua, i als Estats Units, se'l coneix com a nosegay. A les Filipines es coneix com a kalachuchi.

## Descripció
Plumeria rubra pertany a la família de les apocinàcies i creix com un arbust o arbre petit que creix fins a una alçada de 2 a 8 m i una amplada similar. Té un tronc gruixut i suculent i branques contundents semblants a una salsitxa cobertes d'una fina escorça grisa. Les branques són una mica trencadisses i quan es trenquen, supuren un làtex blanc que pot irritar la pell i les mucoses. Aquest làtex que es troba a la tija de les plantes és tòxic, però no mortal tret que estigui present en grans quantitats. Les fulles verdes grans poden assolir una longitud entre 30 i 50 cm i estan disposades alternativament i agrupadess a l'extrem de les branques. Els troncs d'aquestes plantes poden ser de fins a 25 cm en estat salvatge. Acostuma a ser més petit en cultiu.

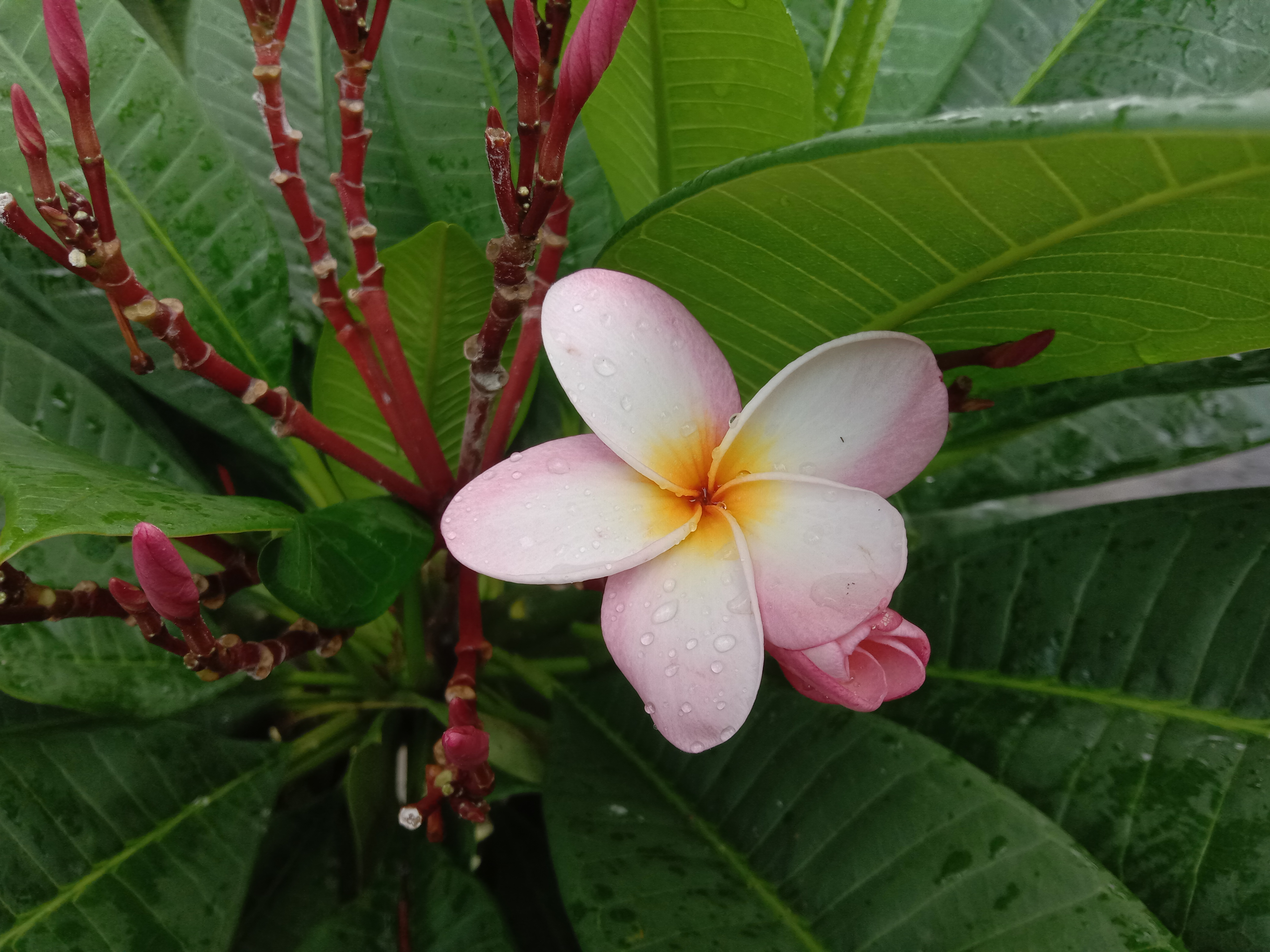
Flor de Plumeria rubra a Bengala Occidental, Índia.

Són arbres caducifolis i les fulles cauen en els mesos més freds de l'any. Les flors són terminals, apareixent als extrems de les branques durant l'estiu. Sovint molt abundoses i prominents, són altament fragants i tenen cinc pètals. Les flors desprenen la seva fragància al matí i al vespre. Aquesta fragància és similar a la de la rosa, els cítrics i la canyella. Els colors de les flors van des del rosa comú fins al blanc amb tons grocs al centre de la flor. Abans d'obrir-se són tubulars i un cop obertes fan de 5 a 7,5 cm de diàmetre. Molt poques vegades es produeixen llavors, però quan se'n fan es troben entre 20 i 60 llavors alades dins d'una beina d'uns 17,5 cm. Els fruits són beines cilíndriques que rarament es troben en cultiu.

## Distribució i hàbitat
La distribució original s'estén des del Cap de Baixa Califòrnia fins al centre de Mèxic i cap al sud passant per Amèrica Central fins a Colòmbia i Veneçuela a l'Amèrica del Sud. Es conrea a les regions tropicals del món, i potser està naturalitzada en algunes parts de l'Índia.
Concretament, P. rubra es conrea a les terres baixes i les Yungas a Bolívia, les regions costaneres i andines de l'Equador i les regions amazòniques i andines del Perú on habita en diferents zones. P. rubra s'ha introduït a molts països i illes, inclosos Sud-àfrica, Iemen, Txad i Burundi. S'ha trobat creixent a tot arreu a Myanmar, excepte en regions muntanyoses frígides. S'ha introduït tant a la Xina com al Pakistan i s'ha naturalitzat a les regions d'Analamanga i Betsiboka de Madagascar. És originària del departament d'Antioquia a Colòmbia, i es distribueix a països com Costa Rica, Nicaragua, Guatemala, Mèxic, El Salvador, Belize i Hondures, juntament amb les Índies Occidentals. També es conrea àmpliament a Panamà.
P. rubra habita generalment en zones càlides i rocoses amb pluges d'escasses a moderades. Pot sobreviure en llocs amb estacions seques pronunciades, on arriben a florir les branques nues o, en condicions més humides, pot romandre amb les fulles perennes. També es pot trobar en boscos rocosos, vessants de muntanyes i fins i tot ocasionalment a planes o sabanes. Ocupa cotes de 500 a 1000 metres, però es pot trobar fins a alçades de 1500 metres.

## Cultiu
L'espècie es conrea a tot el món en climes subtropicals i tropicals. A Austràlia, es veu àmpliament en cultiu a Sydney i Perth i en climes més càlids sense gelades cap al nord. Als Estats Units continentals, tolera les zones de rusticitat USDA de 10B a 11 (la costa sud de Califòrnia i l'extrem sud de Florida). També es cultiva a Hawaii fins a una altitud de 2000 m. Suporten una gran varietat de sòls, des d'àcids a alcalins i sorrencs fins a argilosos. Aquesta planta creix millor en sòls d'humitat baixa a mitjana, ben drenats, a ple sol i floreix durant la major part de l'any a les zones tropicals. No creix bé en sòls humits i en zones amb temperatures inferiors a 10 °C durant els hiverns perquè les plantes deixen de florir i perden les fulles. Les plantes arrelades també són molt tolerants a la sal i toleren fins i tot els vents carregats de sal. Es troba àmpliament disponible als vivers, ja que els frangipanis es propaguen fàcilment mitjançant esqueixos de branques que es tallen als mesos més freds i es deixen assecar durant una setmana o més. A més de jardins i plantacions de carrers i parcs, els frangipanis es planten als temples i cementiris.
Plumeria rubra és un cultiu important a Hawaii, amb més de 14 milions de flors venudes per ser utilitzades en garlandes (anomenades leis) a l'any 2005.
A les zones temperades P. rubra s'ha de conrear en hivernacles, en un gran jardí d'hivern o similar, per la seva necessitat de condicions càlides. No obstant això, es pot col·locar a l'exterior en un lloc protegit i assolellat durant els mesos d'estiu. Al Regne Unit ha guanyat el premi al mèrit del jardí de la Royal Horticultural Society.
Algunes plantes en cultiu són híbrids entre aquesta espècie i Plumeria obtusa; aquestes tenen fulles arrodonides en lloc de punxegudes i tenen menys probabilitats de perdre les fulles. La varietat blanca i groga coneguda com a "Singapur" floreix durant tot l'any a Hawaii.

## Malures
Coleosporium plumeriae, conegut com a rovell de la plumèria o rovell del frangipani, és un fong que ataca les fulles joves de P. rubra. Provoca un recobriment en pols marronós o taronja o butllofes grogoses de les fulles. S'ha registrat des de Hawaii fins a la costa est d'Austràlia. Va ser reconegut per primera vegada pel micòleg francès Narcisse Théophile Patouillard a l'illa de Guadalupe, a l'est del Carib, el 1902, i havia arribat a Taiwan el 2005.

## Usos
El Servei Forestal de l'USDA qualifica Plumeria rubra com una planta verinosa i adverteix que no es toqui ni es mengi cap part de la planta.
A Cambodja, com amb altres espècies de Plumeria, les flors de P. rubra s'utilitzen per a fer collarets, com a ofrenes a les divinitats o com a decoració per als taüts. Les fulles d'aquesta espècie s'utilitzen per a la cura de les nafres i es fan infusions calmants. Les flors i l'escorça també s'usen en la medicina tradicional xinesa en el tractament de la febre, la disenteria bacil·lar, la tos ferina, etc.
P. rubra posseeix fulvoplumierina, un antibiòtic natural que inhibeix el creixement de Mycobacterium tuberculosis. També s'ha demostrat que la planta és antifúngica, antiviral, analgèsica, antiespasmòdica i hipoglucèmica. També s'informa que P. rubra conté agoniadina, àcid plumièrid, àcid cerotínic i lupeol, i la tija posseeix un alcaloide anomenat triterpinoide. Se sap que la planta afavoreix la digestió i l'excreció, juntament amb les funcions respiratòries i immunitàries. La saba de la planta s'utilitza com a laxant i és un remei per a la inflor i els mals d'estómac. Es diu que l'escorça és purgant i també es fa servir per a les nafres venèries. Les flors es poden bullir en aigua o suc i fer-les una amanida per afavorir el moviment intestinal, el flux d'orina i controlar els gasos i la flegma. Les flors també s'usen en el tractament de l'asma.
A l'illa de Molokai, a l'arxipèlag hawaià, es conrea P. rubra per produir garlandes pel coll (anomenades leis) amb les flors. També s'utilitzen per fer un oli perfumat a moltes illes del Pacífic, com ara les Hawaii. Les flors es fan servir com a essència per perfumar l'oli de coco. L'escorça conté lleugeres vetes violetes i la fusta és dura i compacta amb una textura molt fina que permet fer-ne un poliment acurat.
Plumeria rubra és la flor nacional de Nicaragua, on es coneix amb el nom local de " sacuanjoche ". També és la flor del poble d'Asan-Maina a Guam.

## Galeria

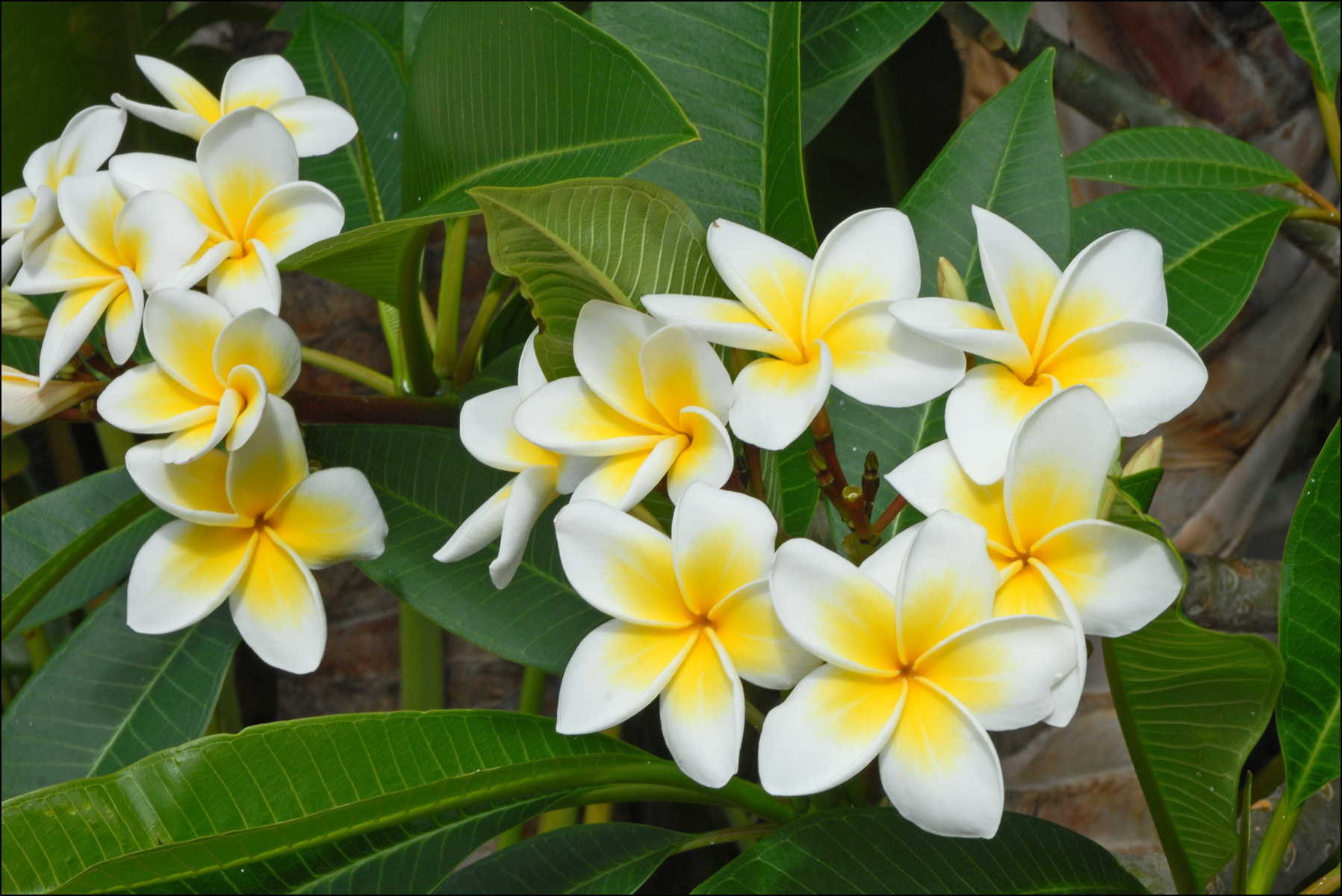
Flors d'una variant blanca
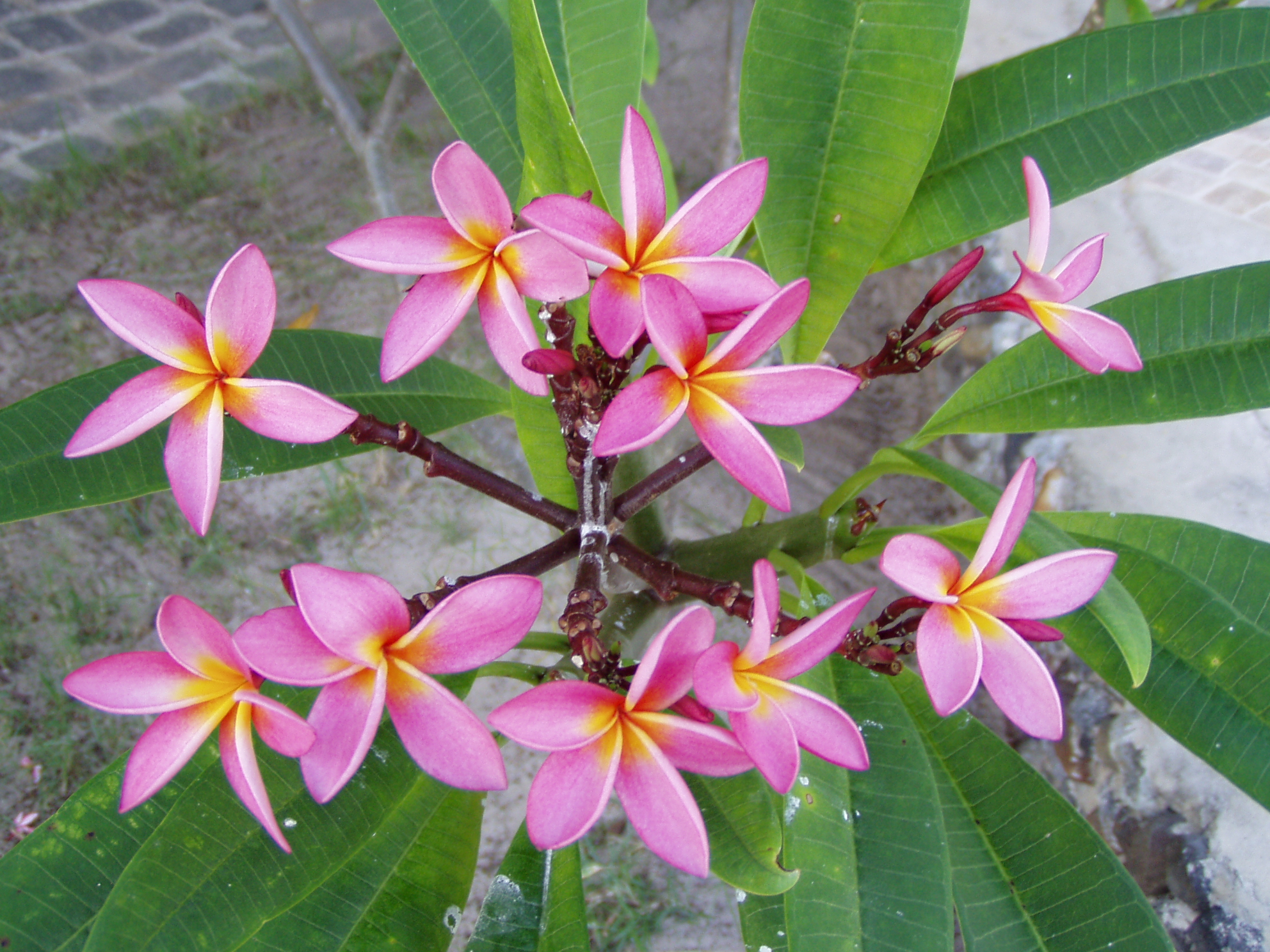
Flors d'una variant rosa
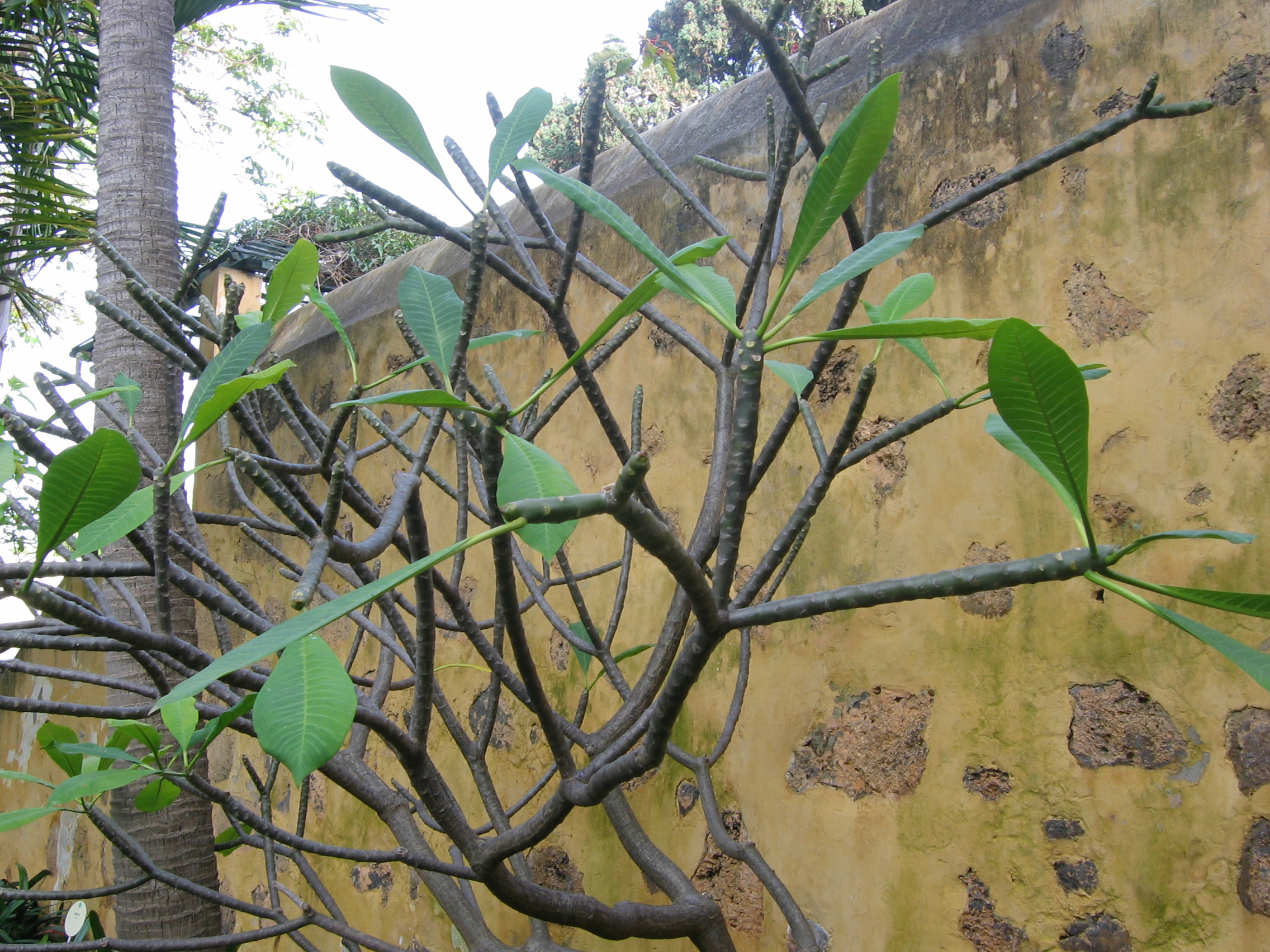
Fulles brotant
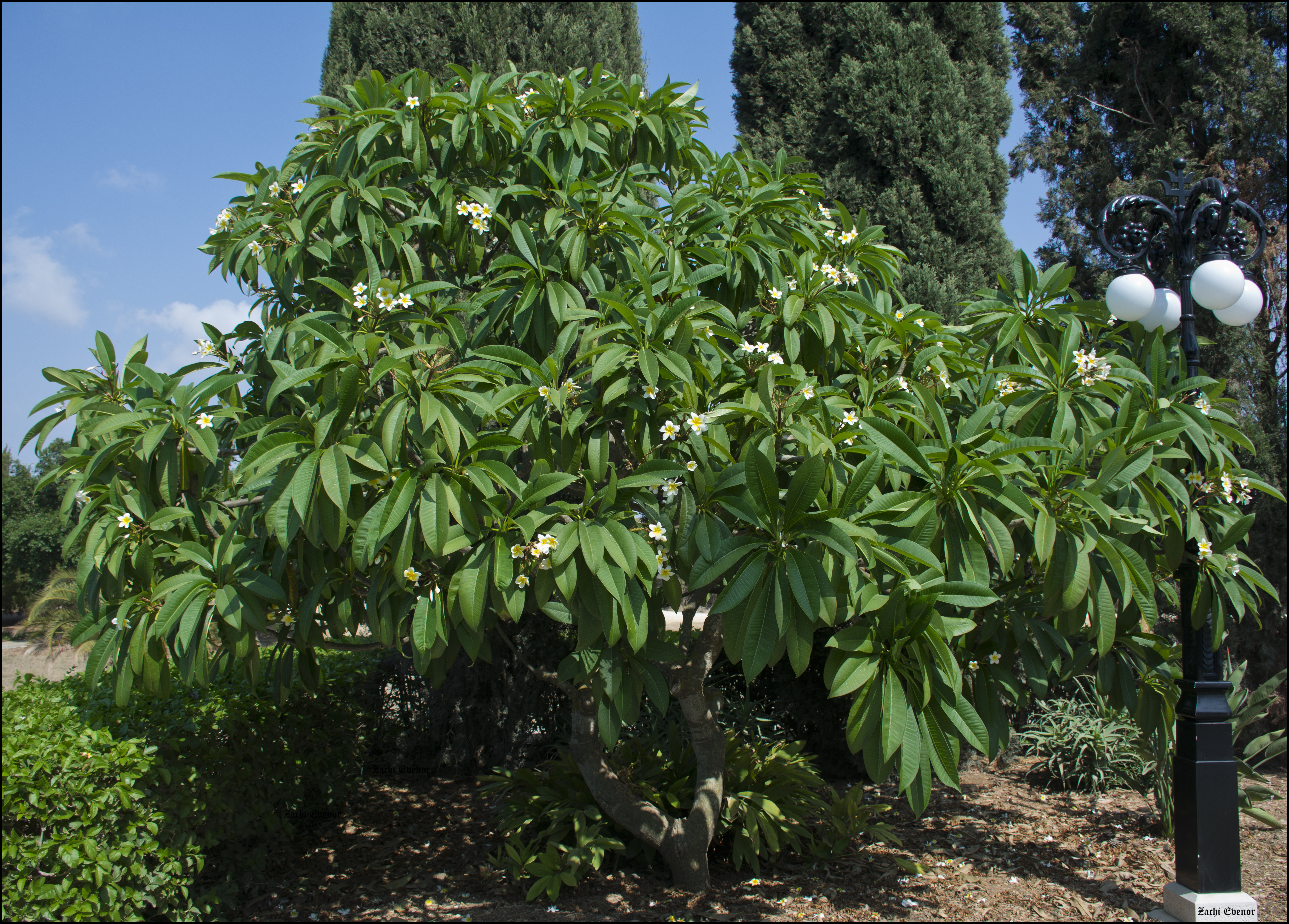
Arbre de Plumeria rubra blanca
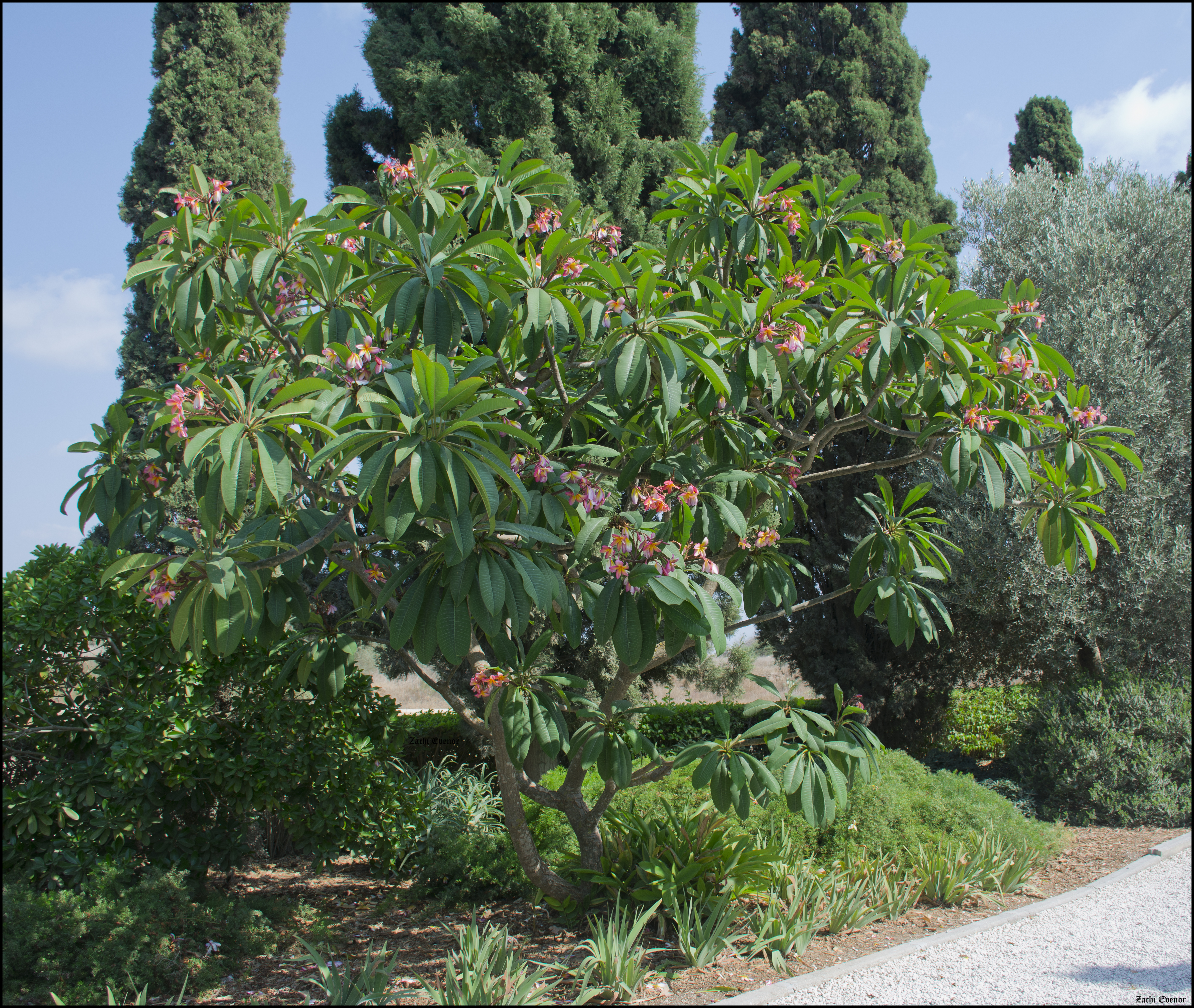
Plumeria rubra ree rosa
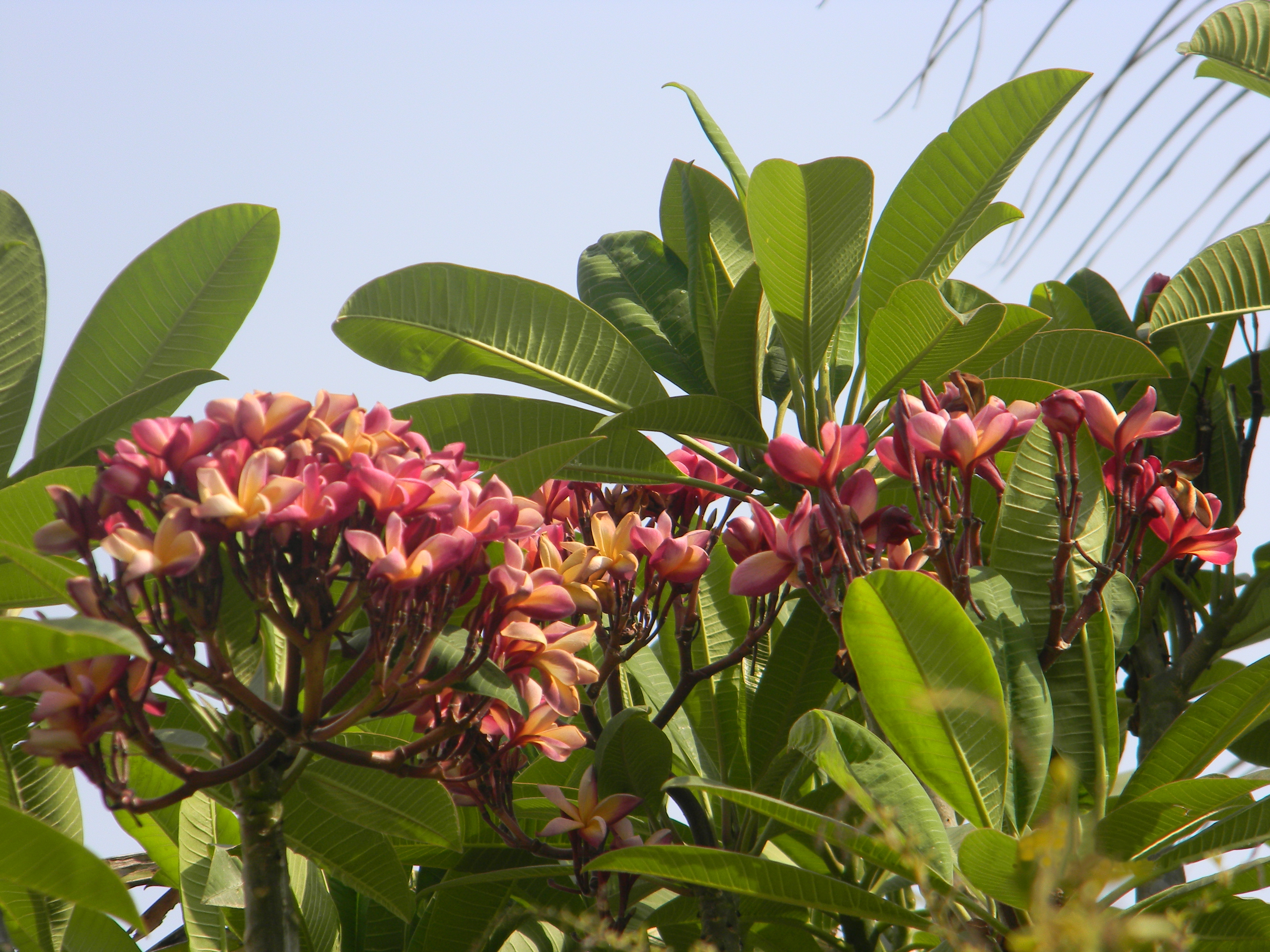
Frangipani vermell a Warje, Índia.
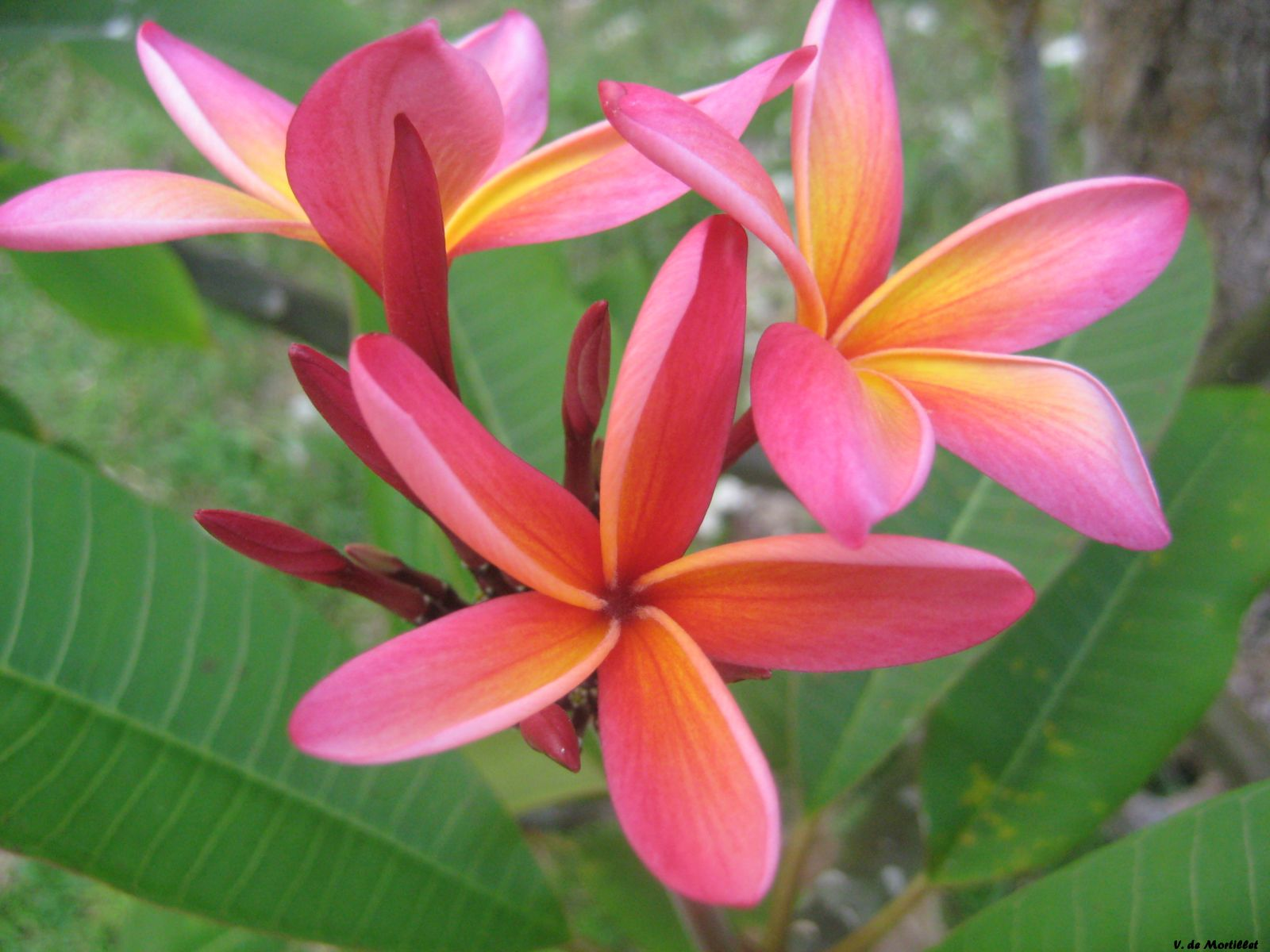
Plumeria rubra a Tahití
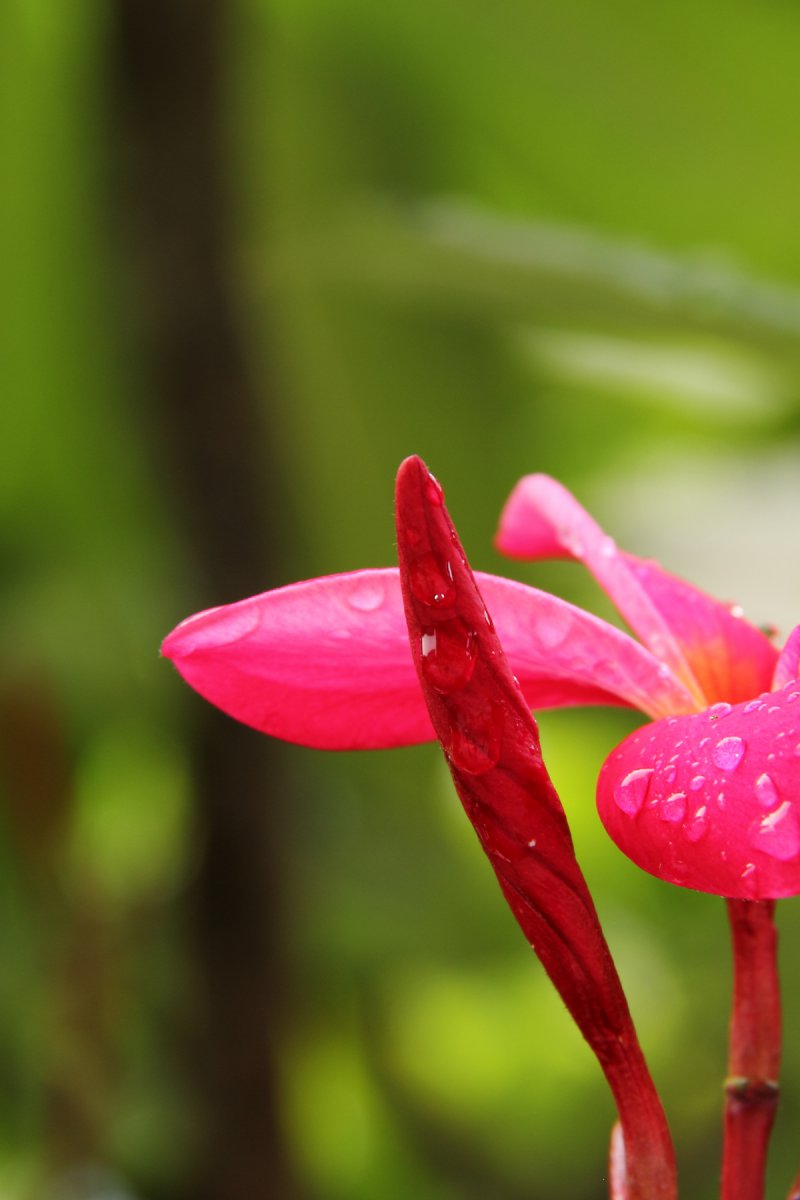
Plumeria rubra a la Xina
Fulla tacada pel Rovell del frangipani (causat pel fong Coleosporium plumeriae)
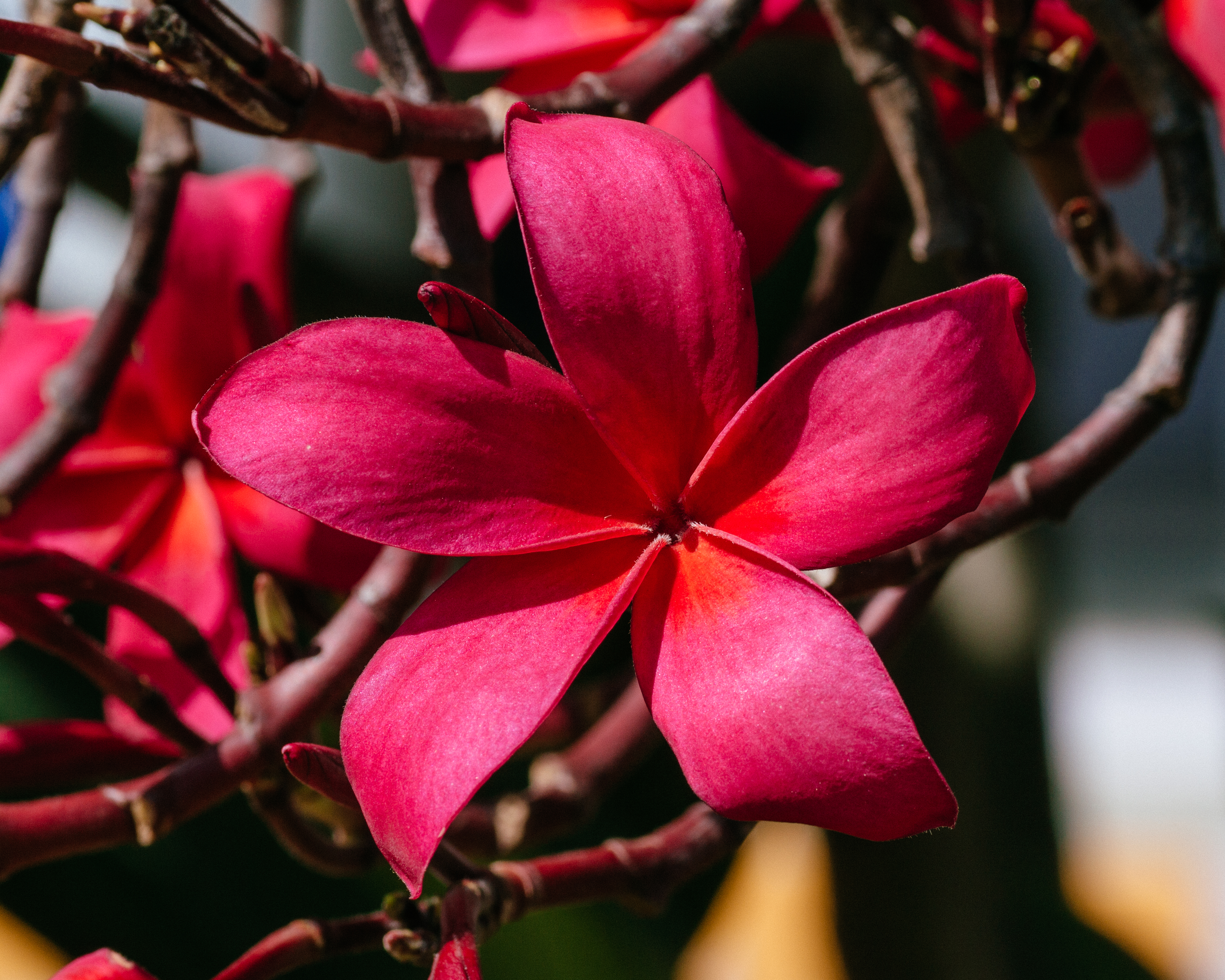
Flor de Plumeria rubra o frangipani vermell a Jamshedpur